# Zakaria Botros
Zakaria Botros (Boutros, Butrus; arab. زكريا بطرس, ur. 24 października 1934) – egipski duchowny Koptyjskiego Kościoła Ortodoksyjnego, publicysta arabskojęzycznej telewizji chrześcijańskiej Al-Hayat. Ze względu na swoją bezkompromisową krytykę islamu przebywa na emigracji w USA. Ogłoszony został przez arabską gazetę Al-Insan Al-Dżidad wrogiem publicznym numer jeden. 11 września 2008 r.  Al-Ka’ida na swojej stronie internetowej wydała na niego wyrok śmierci.